# Woningcorporatie
Een woningcorporatie, woningbouwcorporatie of wooncorporatie (niet te verwarren met een wooncoöperatie) is een sociale woningbouworganisatie die zich richt op het bouwen, beheren en verhuren van woonruimte met een betaalbare huur voor mensen met een smalle beurs. Het kenmerk van deze woningbouw is dat de huuropbrengsten van deze woningen niet rendabel zijn ten opzichte van de stichtingskosten.
Woningcorporaties in Nederland spelen een belangrijke rol, vooral in de grote steden.